# Бережинка (Первозвановская сельская община)
Бережи́нка (укр. Бережинка) — село в Первозвановской сельской общине Кропивницкого района Кировоградской области Украины. Расположено на берегах речки Писаревка.
Население по переписи 2001 года составляло 2082 человека. Почтовый индекс — 27605. Телефонный код — 522. Код КОАТУУ — 3522580901.

## Известные люди
Одним из первых поселенцем этих мест был писарь Деряба, от профессии которого и получила своё название речка Писаревка. В начале 1770-х годов здесь находился сторожевой пост Елизаветинской крепости, созданный для обороны от татарских набегов.
Командовал постом поручик Бережинский, фамилия которого со временем трансформировалась в название села.
В 1871 г. в селе родился Василий Назарович Боженко — герой Гражданской войны, один из организаторов отрядов Красной Гвардии и партизанских отрядов Украины. В 1967 г. ему был установлен памятник на месте, где когда-то находился его дом. Тогда же был поставлен памятник герою гражданской войны и на автодороге Кропивницкий — Кривой Рог, а как знак народной памяти, в живописном месте в пойме р. Писаревки обустроили колодец — «Васильеву криницу».